# Didrichsens konstmuseum

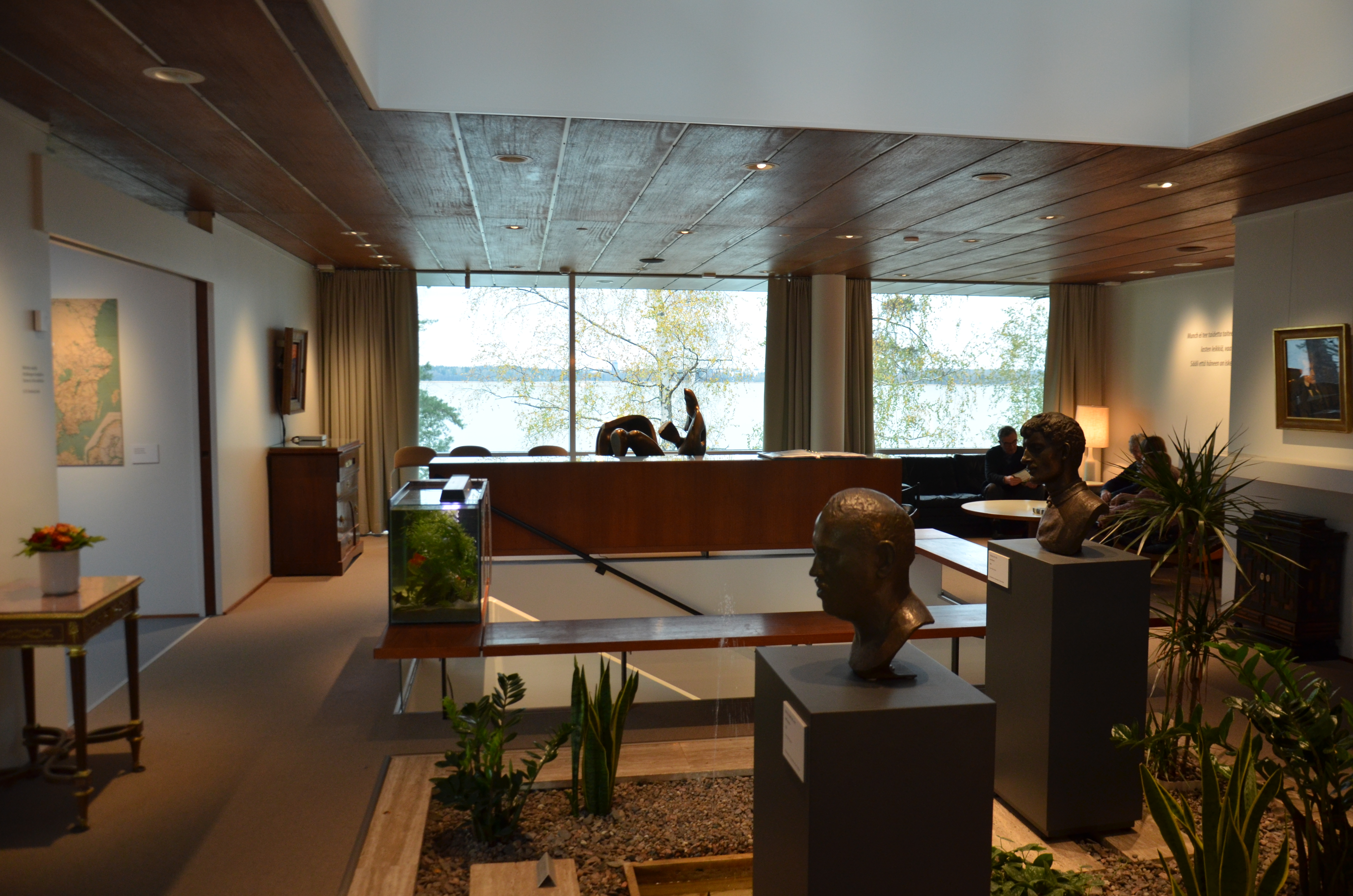
Vardagsrummet

Didrichsens konstmuseum är ett finländskt museum för modern konst, som ägs av Marie-Louise och Gunnar Didrichsens konststiftelse, grundad 1963. Det ligger på Granö i Helsingfors i en byggnad som ritats av Viljo Revell och byggdes 1958-59, som bostad till makarna Didrichsen. År 1965 invigdes en museiflygel, som också ritats av Viljo Revell.
Museet är uppbyggt på paret Gunnar (1903-92) och Marie-Louise Didrichsens (1913-88) konstsamling, vilken började byggas upp från 1939 med Pekka Halonens målning Måltiden som första verk. I museet, som öppnade för allmänheten 1965, finns bland annat en samling verk av Henry Moore samt prekolumbiansk och österländsk konst.
Utanför museet finns en skulpturpark med permanent och tillfälligt utställda verk. Bland de permanent utställda finns verk av Henry Moore, Eila Hiltunen, Laila Pullinen,  Bernard Meadows och Eero Hiironen.

## Pro Arte-priset
Marie-Louise och Gunnar Didrichsen ville stödja unga konstnärer, en tradition som fortsätter genom Pro Arte-konstpriset. I anslutning till utdelningen av priset arrangerar Didrichsens konstmuseum en utställning med den vinnande konstnärens verk. Priset har tilldelats följande konstnärer:
- Sari Bremer (1976–), konstgrafiker, 2003
- Kim Simonsson (1974–), skulptör, 2009
- Tamara Piilola (1977–), konstmålare, 2016
- Karoliina Hellberg (1987–), konstmålare, 2018

## Bildgalleri

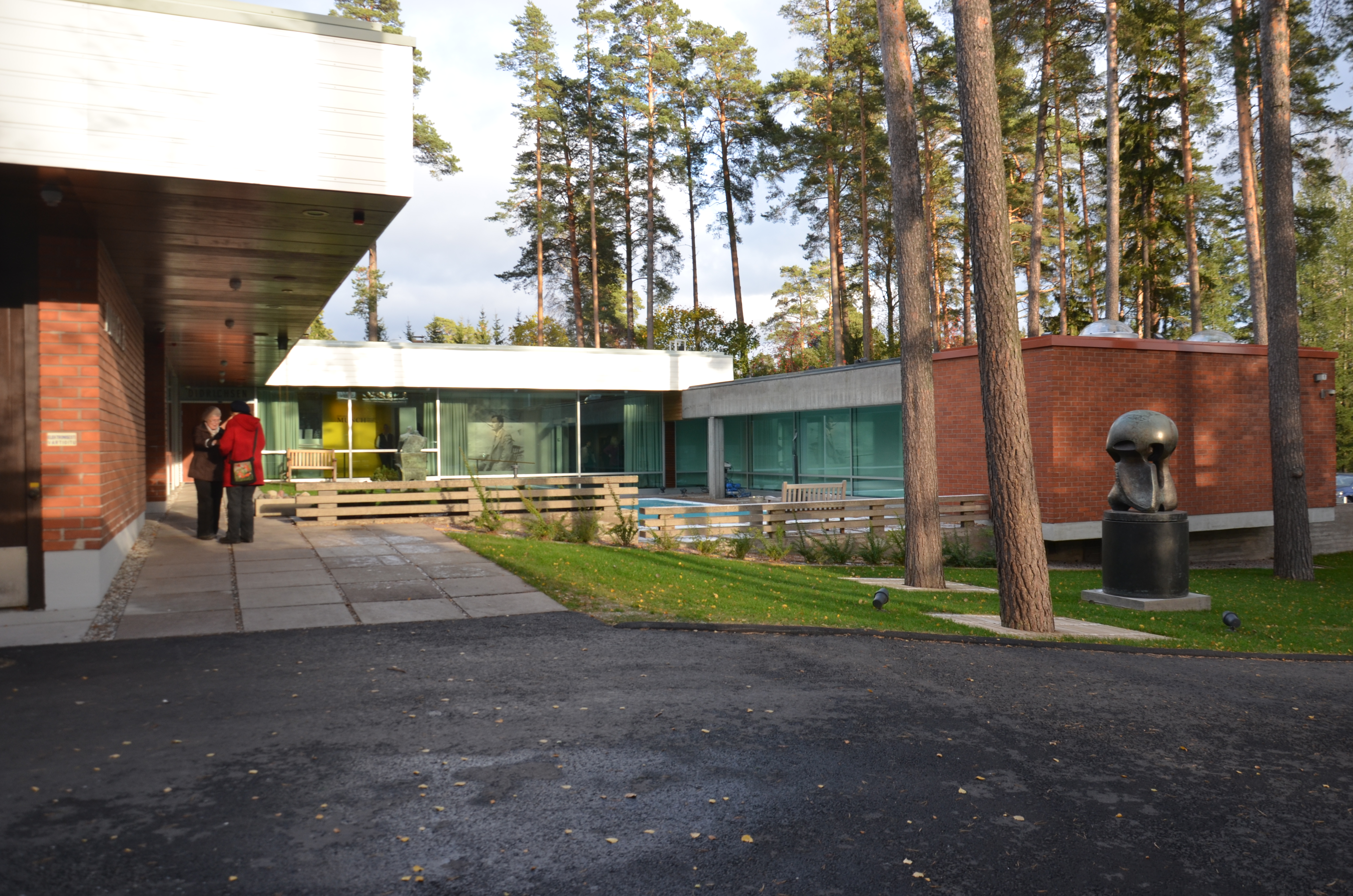
Entré
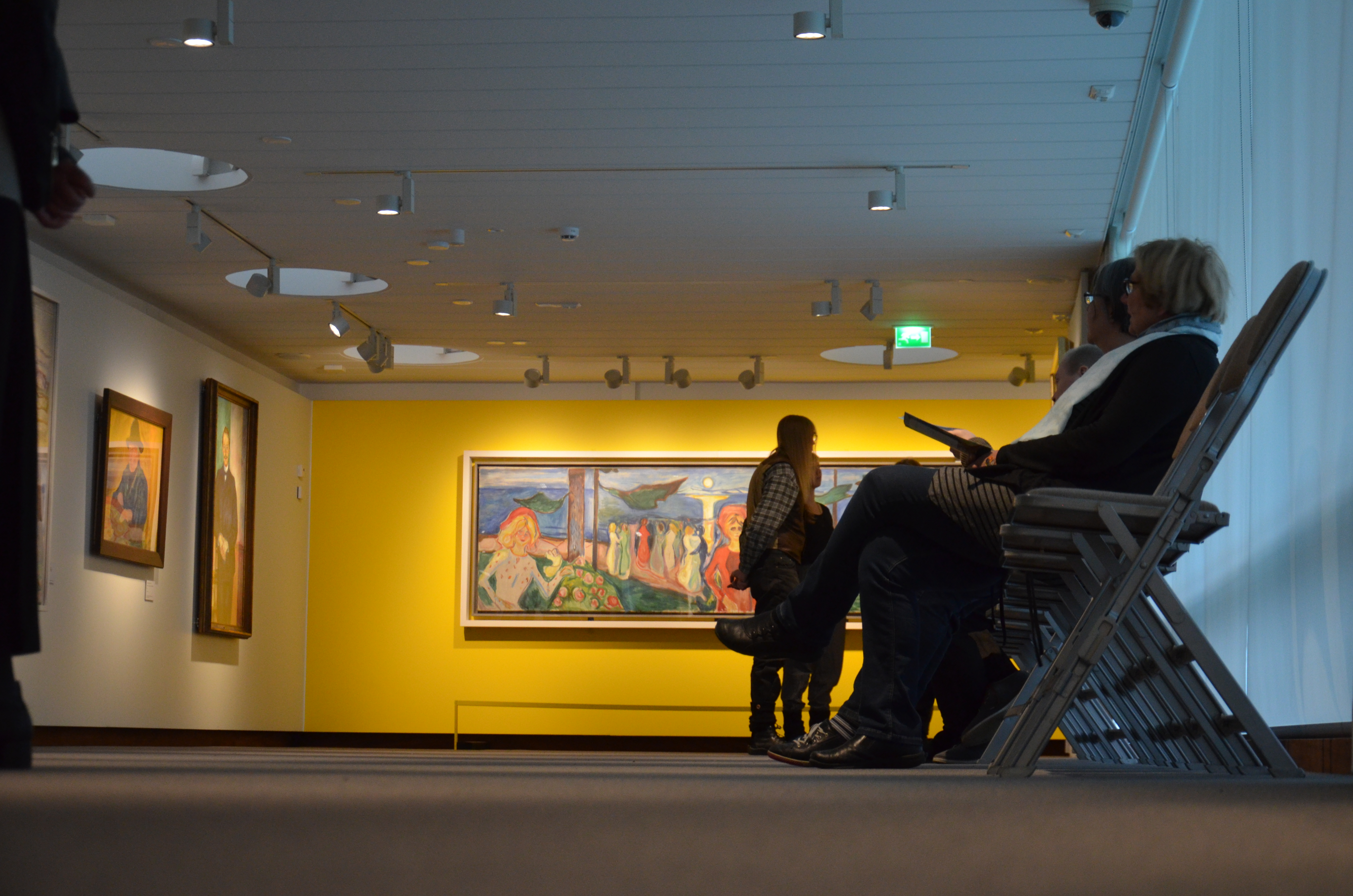
Galleri
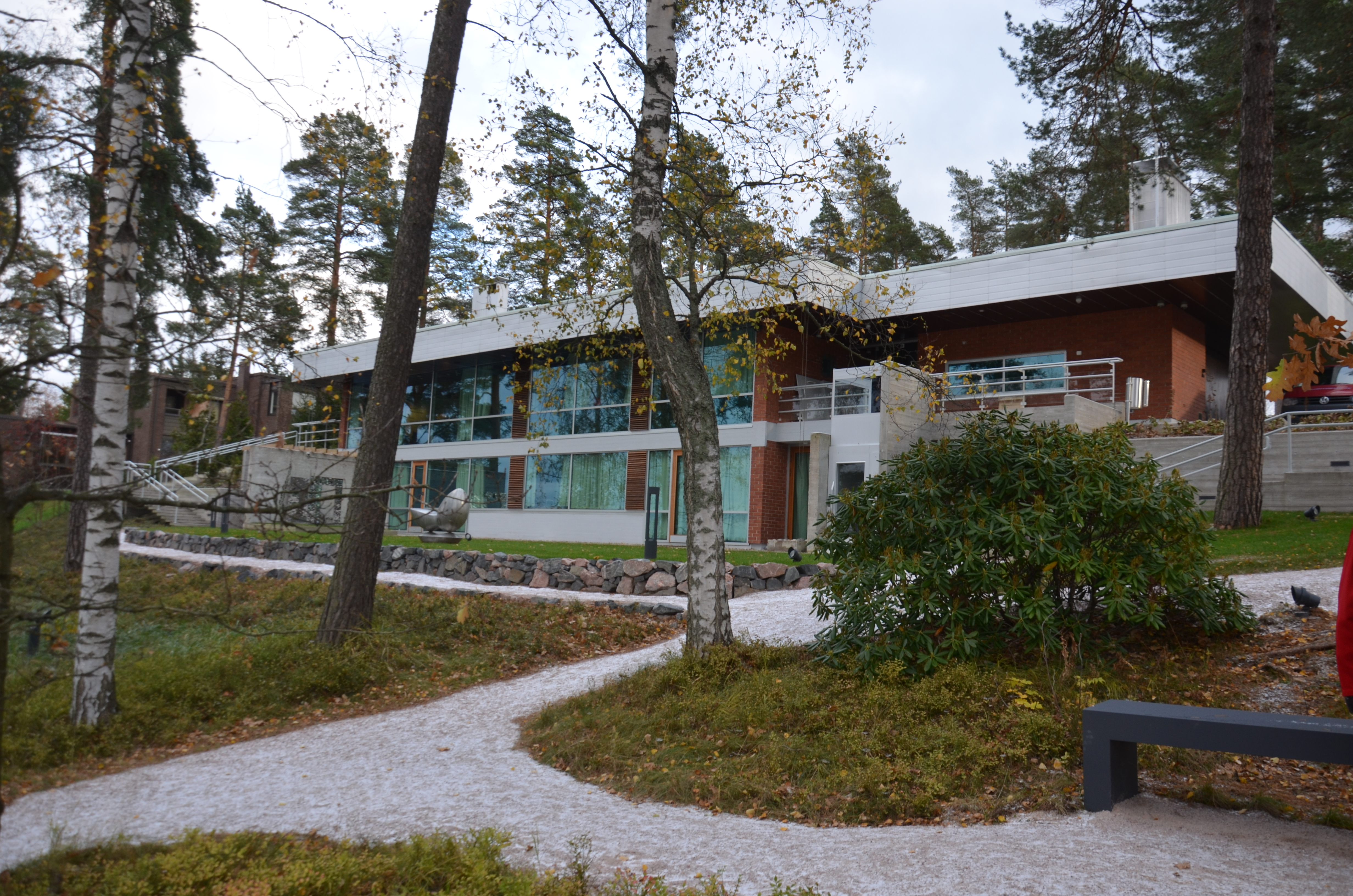
Exteriör från sjösidan
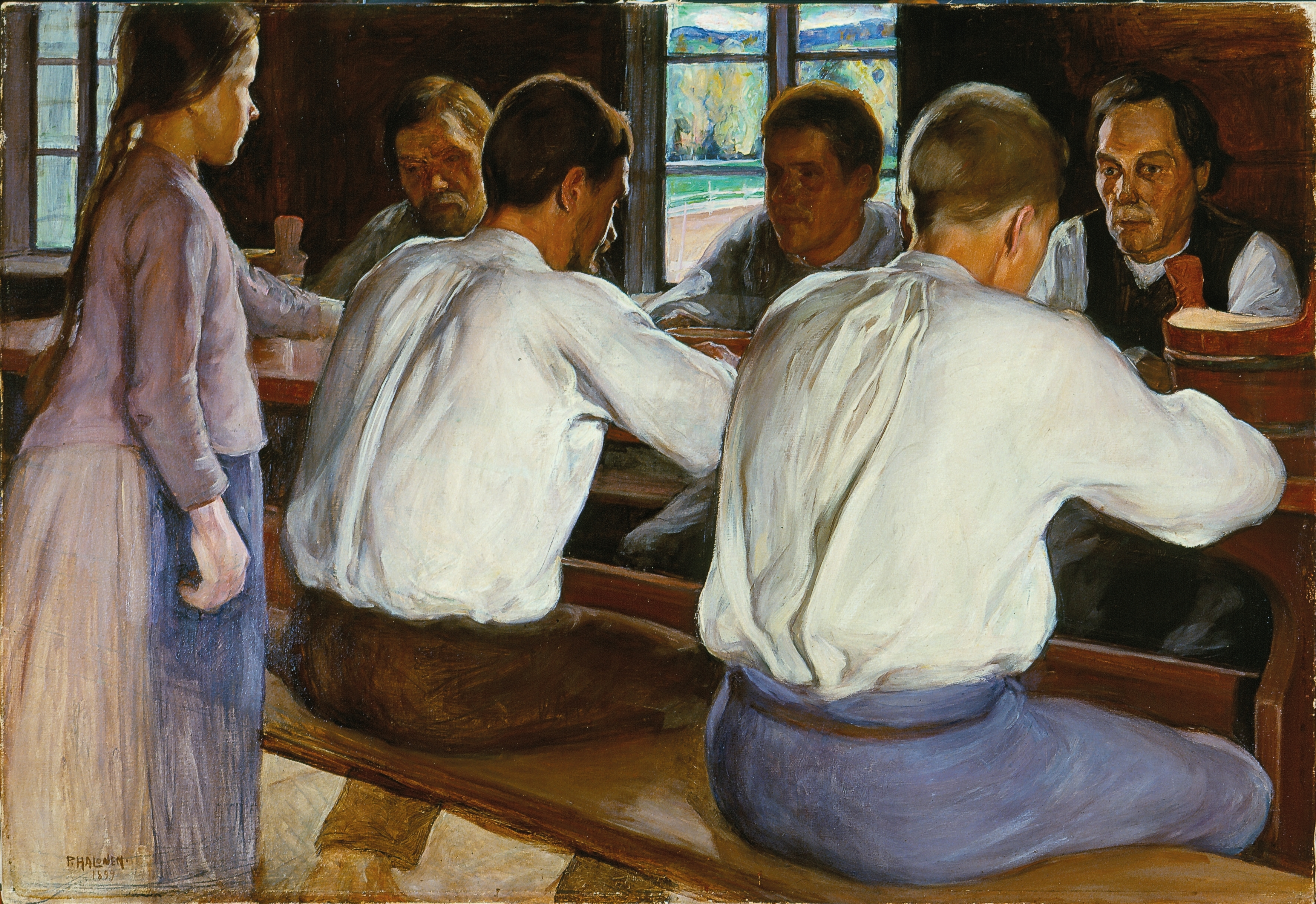
Måltiden av Pekka Halonen